# Jan Švrček
Jan Švrček (* 17. dubna 1986 Přerov) je český lední hokejista hrající za klub HC Olomouc. Hraje na postu obránce. V minulosti působil v klubech HC Oceláři Třinec, HC Zubr Přerov, HC Sparta Praha, HC Znojemští Orli, PSG Zlín a HC Kometa Brno.
Jan Švrček se narodil v Přerově, kde se v pěti letech poprvé postavil na brusle. V městě svého narození vydržel až do patnácti let, kdy odešel ke třineckým Ocelářům. V Třinci se s dorostenci radoval z mistrovského titulu. Z juniorky Ocelářů odešel na sezónu 2004/05 do New England Huskies (EJHL). Za Atlantským oceánem se chtěl osmnáctiletý bek osamostatnit a naučit se jazyk.
Po roce se vrátil do České republiky do kádru Znojemských Orlů. I když zde v sezóně 2005/06 naskočil jen do dvou extraligových utkání, neukvapil se a neodešel. Orli si jej z Přerova povolali zpět a z týmu jej až do konce sezóny 2008/09 nepustili.
Zatímco Kometa zažívala hořké extraligové začátky, Jan Švrček vše sledoval z v extralize již zabydleného Zlína, kam si ho přivedl trenér Venera.

## Hráčská kariéra
- 2000-01 HC Přerov - dor. (1. liga)
- 2001-02 HC Přerov - dor. (1. liga),HC Oceláři Třinec - dor. (E)
- 2002-03 HC Oceláři Třinec - jun. (E), HC Přerov - jun. (E), HC Oceláři Třinec - dor. (E)
- 2003-04 HC Přerov - jun. (E), HC Přerov (2. liga)
- 2004-05 HC Oceláři Třinec - jun. (E), New England Jr. Huskies (EJHL)
- 2005-06 HC Znojemští Orli (E), HK Jestřábi Prostějov (1. liga), HC Přerov (2. liga)
- 2006-07 HC Znojemští Orli (E), HC Olomouc (1. liga)
- 2007-08 HC Znojemští Orli (E), HC Olomouc (1. liga)
- 2008-2009 HC Znojemští Orli (E)
- 2009-2010 PSG Zlín (E)
- 2010-2011 PSG Zlín (E)
- 2011-2012 HC Kometa Brno (E)
- 2012-2013 HC Kometa Brno (E)
- 2013-2014 HC Sparta Praha (E)
- 2014-2015 HC Sparta Praha (E)
- 2015-2016 HC Sparta Praha (E)
- 2016-2017 HC Sparta Praha (E)
- 2017-2018 HC Sparta Praha (E)
- 2018-2019 HC Olomouc (E)
- 2019-2020 HC Olomouc (E)
- 2020-2021 HC Olomouc (E)
- 2021-2022 HC Olomouc (E)
- 2022-2023 HC Olomouc (E)
- 2023-2024 HC Olomouc (E)